# Luigi San Nicolás
Luigi San Nicolás (* 28. Juni 1992 in Escaldes-Engordany) ist ein andorranischer Fußballspieler. Er war bis 2022 für den AC Escaldes aktiv und spielt in der Nationalmannschaft seines Heimatlandes.

## Karriere

### Verein
San Nicolás wurde in Escaldes-Engordany, einer Kleinstadt unweit der andorranischen Hauptstadt Andorra la Vella geboren. Einen Wechsel ins Ausland vollzog er nie, seit Beginn seiner Karriere spielt er in Andorra – allerdings nicht immer in der andorranischen Liga. Seine Laufbahn begann 2008, als er sich dem FC Andorra anschloss, der zu diesem Zeitpunkt in der siebtklassigen spanischen Primera Territorial spielte. 2011 wechselte er zum CE Principat in die heimische Primera Divisió und anschließend zum andorranischen Rekordmeister FC Santa Coloma. Nach einer weiteren Saison beim FC Andorra ging es 2014 zum FC Ordino und 2015 weiter zum FC Lusitanos, der 2012 und 2013 die andorranische Meisterschaft gewonnen hatte. Nach zwei Jahren zog er abermals weiter und schloss sich in der Folge zwei Vereinen aus seiner Geburtsstadt an: Zunächst verbrachte er drei Saisons bei der UE Engordany und anschließend spielte er zwei Jahre beim AC Escaldes. Für diese beiden Klubs absolvierte er in seiner Karriere bislang die meisten Spiele und mit beiden konnte er je einmal die Copa Constitució gewinnen, den andorranischen Pokal. 2019 gelang das mit Engordany und 2022 mit Escaldes. Den Quellen nach stand San Nicolás in der Folge noch eine Saison beim noch jungen andorranischen Klub FC Pas de la Casa unter Vertrag, hat für diesen aber kein Spiel bestritten. Seit Sommer 2023 ist er vereinslos.

### Nationalmannschaft
San Nicolás absolvierte Spiele für die U19 und die U21 des andorranischen Fußballverbandes, erzielte für die U21 gar zwei Tore in 15 Einsätzen. Seit 2018 spielt er auch für die A-Nationalmannschaft seines Heimatlandes, nachdem er am 14. August 2013 beim 1:1 gegen Moldau sein Debüt feiern durfte.

## Privates
Sein Bruder Moises San Nicolás ist ebenfalls als Fußballspieler aktiv.